# أحمد نيفينس
أحمد نيفينس (بالإنجليزية: Ahmad Nivins)‏ مواليد 10 فبراير 1987 في جيرسي سيتي، هو لاعب كرة سلة أمريكي. بدأ مسيرته الاحترافية في سنة 2009. تم اختياره من قبل فريق دالاس مافيريكس خلال الدرافت. يلعب مع فريق أورليان لواريت في الدوري الفرنسي لكرة السلة الدرجة الأولى. يحمل الرقم 31. يبلغ طوله 6 قدم 9 بوصة (2.1 م).

## المسيرة الاحترافية
لعب مع باسكت مانريسا في الدوري الإسباني في موسم 2009–2010، ثم لعب مع أسفيل باسكت في الدوري الفرنسي من سنة 2014 إلى 2016، ثم لعب مع أورليان لواريت في سنة 2016.

## روابط خارجية
- أحمد نيفينس على موقع الدوري الإسباني لكرة السلة (الإسبانية)
- أحمد نيفينس على موقع كرة السلة الأوروبية.كوم (الإنجليزية)
- أحمد نيفينس على موقع كلية كرة السلة في سبورتس رفرنس.كوم (الإنجليزية)
- أحمد نيفينس على موقع ريلجم (الإنجليزية)
- أحمد نيفينس على موقع بروبوليرز (الإنجليزية)
- أحمد نيفينس على موقع سبورتس رفرنس (الإنجليزية)